# 요도바시구
요도바시구(淀橋区)는 도쿄부 도쿄시에 설치되었던 구이다. 현재의 신주쿠구에 해당한다.

## 역사
- 1932년 10월 1일 - 요도바시정, 오쿠보정, 도쓰카정、오치아이정이 도쿄시에 편입되어 요도바시구가 발족했다.
- 1943년 7월 1일, 도쿄도제 시행으로 도쿄도 요도바시구가 됨.
- 1947년 3월 15일, 요쓰야구와 요도바시구, 우시고메구 구역을 합쳐 신주쿠구를 설치함.

## 교통

### 철도
- 일본국유철도
  - 야마노테선
  - 주오 본선
- 오다와라 급행철도 (현 오다큐 전철)
  - 오다와라선
- 게이힌 전기 철도 (현 게이힌 급행 전철)
  - 게이큐 본선
- 도쿄 지하철도 (→제도고속도교통영단, 현 도쿄 메트로
  - 도쿄메트로도선
- 도쿄도 교통국
  - 도쿄도 전차